# Étang de Canalbonne
L'étang de Canalbonne est un lac de montagne d'origine glaciaire, situé sur la commune d'Auzat, dans le massif des Pyrénées en Ariège, à 2 503 mètres d’altitude.

## Géographie
Il se situe dans un vallon suspendu qui domine la haute vallée de Vicdessos, sur le flanc nord-nord-est de la pointe de Roumazet (2 842 m), au sud-sud-ouest du pic de Canalbonne (2 914 m), et à l'est du port de Canalbonne qui donne accès à l’Espagne et la vallée de la Noguera de Vallferrera.

### Topographie
À proximité, à l'est, se trouvent les quatre étangs de la Gardelle. L’étang de Canalbonne est situé sur le territoire de la commune d'Auzat dans le périmètre du parc naturel régional des Pyrénées ariégeoises.

### Hydrographie
L’étang de Canalbonne envoie ses eaux dans la vallée de Soulcem vers le barrage du même nom, via le ruisseau de la Gardelle. 

## Voie d’accès et randonnées
Il faut compter environ trois heures de marche pour atteindre le lac de Canalbonne, en partant du lieu-dit « les orris du Carla » (1 654 m), terminus de la route D8 dans le fond de la haute vallée de Vicdessos, peu après le barrage de Soulcem. 